# 문 블러드굿
문 블러드굿(Moon Bloodgood, 1975년 9월 20일 ~ )은 미국의 배우, 모델이다.
영화 《에이트 빌로우》와 《패스파인더》에 출연했다. 2007년 NBC에서 방영한 SF 드라마 《저니맨》에 리비아 역으로 출연하였다.

## 생애
문 블러드굿은 미국 캘리포니아주 애너하임에서 태어났으며, 아버지는 네덜란드와 아일랜드 혈통이며, 어머니는 한국인이다. 세 살때 부모님이 이혼한 후 어머니 밑에서 성장했으며, 언니가 1명이 있다.

## 경력
고등학교 때 치어리더로 활동한 적이 있으며, 전 로스앤젤레스 레이커스 치어리더이다. 이후 모델로도 활동한 경력이 있다.

## 출연작품

### 영화
- 에이트 빌로우 (Eight Below) - 케이티 역 (2006년)
- 패스파인더 - 스타파이어 역 (2007년)
- 터미네이터 4: 미래 전쟁의 시작 - 블레어 역(2009년)
- 복수자 - 마리나 역(2010년)

### TV 시리즈
- 데이 브레이크 (Day Break) - 리타 쉘튼 역 (2006)
- 저니맨 (Journeyman) - 리비아 역 (2007년)
- 번 노티스 (Burn Notice) 시즌 3 - 미셸 팩슨 역 (2009)
- 폴링 스카이즈 시즌 1 - 앤 글래스 역 (2011년)
- 폴링 스카이즈 시즌 5 - 앤 글래스 역 (2015년)